# Seven de la República Femenino 2024
El Seven de la República Femenino de 2024 fue la octava edición del torneo de rugby 7 para uniones provinciales afiliadas a la Unión Argentina de Rugby. Se llevó a cabo el 7 y 8 de diciembre de 2024, en Yarará, sede del Paraná Rowing Club, a excepción de la final, la cual se llevó a cabo en El Plumazo, sede del Club Atlético Estudiantes de Paraná.
La Unión de Rugby de Buenos Aires derrotó 19-12 en la final de la Zona Campeonato a la Unión Cordobesa de Rugby, obteniendo así su sexto título y el cuarto de forma consecutiva. Por otro lado, el seleccionado invitado de Uruguay se quedó con la Zona Desarrollo por segundo año consecutivo.

## Equipos participantes
Participaron de esta edición dieciocho equipos: nueve en la Zona Campeonato y nueve en la Zona Desarrollo. Los equipos clasificaron de acuerdo a las uniones con mayor cantidad de fichajes registrados al 8 de noviembre del 2024.
| División                  | Equipo        | Unión                                                | Vía de clasificación                              |
| ------------------------- | ------------- | ---------------------------------------------------- | ------------------------------------------------- |
| Zona Campeonato 9 equipos | Alto Valle    | Unión de Rugby del Alto Valle de Río Negro y Neuquén | 1.° a 9.° unión con mayor cantidad de fichajes.   |
| Zona Campeonato 9 equipos | Austral       | Unión de Rugby Austral                               | 1.° a 9.° unión con mayor cantidad de fichajes.   |
| Zona Campeonato 9 equipos | Buenos Aires  | Unión de Rugby de Buenos Aires                       | 1.° a 9.° unión con mayor cantidad de fichajes.   |
| Zona Campeonato 9 equipos | Córdoba       | Unión Cordobesa de Rugby                             | 1.° a 9.° unión con mayor cantidad de fichajes.   |
| Zona Campeonato 9 equipos | Cuyo          | Unión de Rugby de Cuyo                               | 1.° a 9.° unión con mayor cantidad de fichajes.   |
| Zona Campeonato 9 equipos | Entre Ríos    | Unión Entrerriana de Rugby                           | 1.° a 9.° unión con mayor cantidad de fichajes.   |
| Zona Campeonato 9 equipos | Nordeste      | Unión de Rugby del Nordeste                          | 1.° a 9.° unión con mayor cantidad de fichajes.   |
| Zona Campeonato 9 equipos | Oeste         | Unión de Rugby del Oeste de Buenos Aires             | 1.° a 9.° unión con mayor cantidad de fichajes.   |
| Zona Campeonato 9 equipos | Tucumán       | Unión de Rugby de Tucumán                            | 1.° a 9.° unión con mayor cantidad de fichajes.   |
| Zona Desarrollo 9 equipos | Andina        | Unión Andina de Rugby                                | 10.° a 17.° unión con mayor cantidad de fichajes. |
| Zona Desarrollo 9 equipos | Formosa       | Unión de Rugby de Formosa                            | 10.° a 17.° unión con mayor cantidad de fichajes. |
| Zona Desarrollo 9 equipos | Lagos del Sur | Unión de Rugby de los Lagos del Sur                  | 10.° a 17.° unión con mayor cantidad de fichajes. |
| Zona Desarrollo 9 equipos | Mar del Plata | Unión de Rugby de Mar del Plata                      | 10.° a 17.° unión con mayor cantidad de fichajes. |
| Zona Desarrollo 9 equipos | Misiones      | Unión de Rugby de Misiones                           | 10.° a 17.° unión con mayor cantidad de fichajes. |
| Zona Desarrollo 9 equipos | Rosario       | Unión de Rugby de Rosario                            | 10.° a 17.° unión con mayor cantidad de fichajes. |
| Zona Desarrollo 9 equipos | Sur           | Unión de Rugby del Sur                               | 10.° a 17.° unión con mayor cantidad de fichajes. |
| Zona Desarrollo 9 equipos | Salta         | Unión de Rugby de Salta                              | 10.° a 17.° unión con mayor cantidad de fichajes. |
| Zona Desarrollo 9 equipos | Uruguay       | Unión de Rugby del Uruguay                           | Invitado.                                         |

En cursiva los seleccionados internacionales invitados.

## Formato
Los dieciocho equipos fueron divididos en dos niveles de nueve equipos cada uno: Zona Campeonato y Zona Desarrollo. Los equipos fueron ubicados en cada nivel de acuerdo a la cantidad de jugadoras fichadas por cada unión provincial durante esta temporada, por lo que no hubo intercambio de plazas. Ambos niveles se disputaron bajo el mismo formato.
Fase de grupos
Los nueve equipos fueron divididos en tres zonas de tres equipos cada una. Cada zona se resolvió a través del sistema de todos contra todos] a una sola ronda, otorgándose 2 puntos por victoria, 1 punto por empate y 0 puntos por derrota, no hubo puntos bonus. Una vez resueltos los grupos, los primeros de cada grupo y el mejor segundo clasifican a semifinales, mientras que los dos segundos restantes y los dos mejores terceros clasifican a las semifinales por el 5.° puesto. El peor tercero de la fase de grupos clasificó al triangular por el 7.° al 9.° puesto.
Fase final
La llave de semifinales se resolvió a eliminación directa, con el ganador de la final obteniendo el título y los equipos eliminados en semifinales disputando un partido por el 3.° puesto. La llave de semifinales por el 5.° puesto se resolvió de la misma manera, a excepción de los equipos eliminados en semifinales, los cuales pasaron a disputar un triangular por el 7.° al 9.° puesto junto al peor tercero de a fase de grupos. 

## Zona Campeonato

### Zona 1
| Pos. | Equipos      | Partidos | Partidos | Partidos | Tantos | Tantos | Tantos | Pts. |
| Pos. | Equipos      | G        | E        | P        | PF     | PC     | DP     | Pts. |
| ---- | ------------ | -------- | -------- | -------- | ------ | ------ | ------ | ---- |
| 1.°  | Buenos Aires | 2        | 0        | 0        | 89     | 0      | +89    | 4    |
| 2.°  | Alto Valle   | 1        | 0        | 1        | 24     | 62     | -38    | 2    |
| 3.°  | Austral      | 0        | 0        | 2        | 10     | 61     | -51    | 0    |

|  | Clasifica a semifinales                |
|  | Clasifica a semifinales por 5.° puesto |

| 7 de diciembre | Buenos Aires | 52 - 0  | Alto Valle | Paraná Rowing Club, Paraná |  |
|                |              | Reporte |            |                            |  |

| 7 de diciembre | Austral | 10 - 24 | Alto Valle | Paraná Rowing Club, Paraná |  |
|                |         | Reporte |            |                            |  |

| 7 de diciembre | Buenos Aires | 37 - 0  | Austral | Paraná Rowing Club, Paraná |  |
|                |              | Reporte |         |                            |  |

### Zona 2
| Pos. | Equipos  | Partidos | Partidos | Partidos | Tantos | Tantos | Tantos | Pts. |
| Pos. | Equipos  | G        | E        | P        | PF     | PC     | DP     | Pts. |
| ---- | -------- | -------- | -------- | -------- | ------ | ------ | ------ | ---- |
| 1.°  | Córdoba  | 2        | 0        | 0        | 67     | 17     | +50    | 4    |
| 2.°  | Nordeste | 1        | 0        | 1        | 58     | 31     | +27    | 2    |
| 3.°  | Cuyo     | 0        | 0        | 2        | 0      | 77     | -77    | 0    |

|  | Clasifica a semifinales                |
|  | Clasifica a semifinales por 5.° puesto |

| 7 de diciembre | Córdoba | 31 - 17 | Nordeste | Paraná Rowing Club, Paraná |  |
|                |         | Reporte |          |                            |  |

| 7 de diciembre | Cuyo | 0 - 41  | Nordeste | Paraná Rowing Club, Paraná |  |
|                |      | Reporte |          |                            |  |

| 7 de diciembre | Córdoba | 36 - 0  | Cuyo | Paraná Rowing Club, Paraná |  |
|                |         | Reporte |      |                            |  |

### Zona 3
| Pos. | Equipos    | Partidos | Partidos | Partidos | Tantos | Tantos | Tantos | Pts. |
| Pos. | Equipos    | G        | E        | P        | PF     | PC     | DP     | Pts. |
| ---- | ---------- | -------- | -------- | -------- | ------ | ------ | ------ | ---- |
| 1.°  | Tucumán    | 2        | 0        | 0        | 65     | 12     | +53    | 4    |
| 2.°  | Entre Ríos | 1        | 0        | 1        | 38     | 45     | -7     | 2    |
| 3.°  | Oeste      | 0        | 0        | 2        | 12     | 58     | -46    | 0    |

|  | Clasifica a semifinales                |
|  | Clasifica a semifinales por 5.° puesto |

| 7 de diciembre | Tucumán | 33 - 12 | Entre Ríos | Paraná Rowing Club, Paraná |  |

| 7 de diciembre | Oeste | 12 - 26 | Entre Ríos | Paraná Rowing Club, Paraná |  |
|                |       | Reporte |            |                            |  |

| 7 de diciembre | Tucumán | 32 - 0  | Oeste | Paraná Rowing Club, Paraná |  |
|                |         | Reporte |       |                            |  |

### Fase final
|  | Semifinales  | Semifinales  | Semifinales |         |              | Final            | Final            | Final            |  |
|  |              |              |             |         |              |                  |                  |                  |  |
|  |              |              |             |         |              |                  |                  |                  |  |
|  | Buenos Aires | Buenos Aires | 21          |         |              |                  |                  |                  |  |
|  | Buenos Aires | Buenos Aires | 21          |         |              |                  |                  |                  |  |
|  | Nordeste     | Nordeste     | 12          |         |              |                  |                  |                  |  |
|  | Nordeste     | Nordeste     | 12          |         | Buenos Aires | Buenos Aires     | 19               |                  |  |
|  |              |              |             |         | Buenos Aires | Buenos Aires     | 19               |                  |  |
|  |              |              | Córdoba     | Córdoba | 12           |                  |                  |                  |  |
|  | Córdoba      | Córdoba      | Córdoba     | Córdoba | 12           | 20               |                  |                  |  |
|  | Córdoba      | Córdoba      |             |         |              | 20               |                  |                  |  |
|  | Tucumán      | Tucumán      | 0           |         |              | Final 3.° puesto | Final 3.° puesto | Final 3.° puesto |  |
|  | Tucumán      | Tucumán      | 0           |         |              | Final 3.° puesto | Final 3.° puesto | Final 3.° puesto |  |
|  |              |              |             |         |              |                  |                  |                  |  |
|  |              |              |             |         |              | Nordeste         | Nordeste         | 24               |  |
|  |              |              |             |         |              | Nordeste         | Nordeste         | 24               |  |
|  |              |              |             |         |              | Tucumán          | Tucumán          | 26               |  |
|  |              |              |             |         |              | Tucumán          | Tucumán          | 26               |  |
|  |              |              |             |         |              |                  |                  |                  |  |

5.° puesto
|  | Semifinales | Semifinales | Semifinales |            |            | Final 5.° puesto | Final 5.° puesto | Final 5.° puesto |  |
|  |             |             |             |            |            |                  |                  |                  |  |
|  |             |             |             |            |            |                  |                  |                  |  |
|  | Entre Ríos  | Entre Ríos  | 32          |            |            |                  |                  |                  |  |
|  | Entre Ríos  | Entre Ríos  | 32          |            |            |                  |                  |                  |  |
|  | Austral     | Austral     | 0           |            |            |                  |                  |                  |  |
|  | Austral     | Austral     | 0           |            | Entre Ríos | Entre Ríos       | 29               |                  |  |
|  |             |             |             |            | Entre Ríos | Entre Ríos       | 29               |                  |  |
|  |             |             | Alto Valle  | Alto Valle | 10         |                  |                  |                  |  |
|  | Alto Valle  | Alto Valle  | Alto Valle  | Alto Valle | 10         | 19               |                  |                  |  |
|  | Alto Valle  | Alto Valle  |             |            |            | 19               |                  |                  |  |
|  | Oeste       | Oeste       | 15          |            |            |                  |                  |                  |  |
|  | Oeste       | Oeste       | 15          |            |            |                  |                  |                  |  |
|  |             |             |             |            |            |                  |                  |                  |  |

7.° al 9.° puesto
| Pos. | Equipos | Partidos | Partidos | Partidos | Tantos | Tantos | Tantos | Pts. |
| Pos. | Equipos | G        | E        | P        | PF     | PC     | DP     | Pts. |
| ---- | ------- | -------- | -------- | -------- | ------ | ------ | ------ | ---- |
| 7.°  | Cuyo    | 2        | 0        | 0        | 36     | 12     | +24    | 4    |
| 8.°  | Oeste   | 1        | 0        | 1        | 29     | 27     | +2     | 2    |
| 9.°  | Austral | 0        | 0        | 2        | 10     | 36     | -26    | 0    |

| 8 de diciembre | Austral | 0 - 19 | Cuyo | Paraná Rowing Club, Paraná |  |

| 8 de diciembre | Oeste | 12 - 17 | Cuyo | Paraná Rowing Club, Paraná |  |

| 8 de diciembre | Oeste | 17 - 10 | Austral | Paraná Rowing Club, Paraná |  |

## Zona Desarrollo

### Zona 4
| Pos. | Equipos       | Partidos | Partidos | Partidos | Tantos | Tantos | Tantos | Pts. |
| Pos. | Equipos       | G        | E        | P        | PF     | PC     | DP     | Pts. |
| ---- | ------------- | -------- | -------- | -------- | ------ | ------ | ------ | ---- |
| 1.°  | Misiones      | 2        | 0        | 0        | 59     | 5      | +54    | 4    |
| 2.°  | Mar del Plata | 1        | 0        | 1        | 19     | 37     | -18    | 2    |
| 3.°  | Salta         | 0        | 0        | 2        | 15     | 51     | -36    | 0    |

|  | Clasifica a semifinales                |
|  | Clasifica a semifinales por 5.° puesto |

| 7 de diciembre | Salta | 10 - 19 | Mar del Plata | Paraná Rowing Club, Paraná |  |
|                |       | Reporte |               |                            |  |

| 7 de diciembre | Misiones | 27 - 0  | Mar del Plata | Paraná Rowing Club, Paraná |  |
|                |          | Reporte |               |                            |  |

| 7 de diciembre | Salta | 5 - 32  | Misiones | Paraná Rowing Club, Paraná |  |
|                |       | Reporte |          |                            |  |

### Zona 5
| Pos. | Equipos       | Partidos | Partidos | Partidos | Tantos | Tantos | Tantos | Pts. |
| Pos. | Equipos       | G        | E        | P        | PF     | PC     | DP     | Pts. |
| ---- | ------------- | -------- | -------- | -------- | ------ | ------ | ------ | ---- |
| 1.°  | Andina        | 2        | 0        | 0        | 29     | 10     | +19    | 4    |
| 2.°  | Sur           | 1        | 0        | 1        | 32     | 17     | +15    | 2    |
| 3.°  | Lagos del Sur | 0        | 0        | 2        | 10     | 44     | -34    | 0    |

|  | Clasifica a semifinales                |
|  | Clasifica a semifinales por 5.° puesto |

| 7 de diciembre | Andina | 17 - 5  | Lagos del Sur | Paraná Rowing Club, Paraná |  |
|                |        | Reporte |               |                            |  |

| 7 de diciembre | Sur | 27 - 5  | Lagos del Sur | Paraná Rowing Club, Paraná |  |
|                |     | Reporte |               |                            |  |

| 7 de diciembre | Andina | 12 - 5  | Sur | Paraná Rowing Club, Paraná |  |
|                |        | Reporte |     |                            |  |

### Zona 6
| Pos. | Equipos | Partidos | Partidos | Partidos | Tantos | Tantos | Tantos | Pts. |
| Pos. | Equipos | G        | E        | P        | PF     | PC     | DP     | Pts. |
| ---- | ------- | -------- | -------- | -------- | ------ | ------ | ------ | ---- |
| 1.°  | Uruguay | 2        | 0        | 0        | 45     | 10     | +35    | 4    |
| 2.°  | Formosa | 1        | 0        | 1        | 20     | 38     | -18    | 2    |
| 3.°  | Rosario | 0        | 0        | 2        | 10     | 27     | -17    | 0    |

|  | Clasifica a semifinales                |
|  | Clasifica a semifinales por 5.° puesto |

| 7 de diciembre | Formosa | 5 - 33  | Uruguay | Paraná Rowing Club, Paraná |  |
|                |         | Reporte |         |                            |  |

| 7 de diciembre | Rosario | 5 - 12  | Uruguay | Paraná Rowing Club, Paraná |  |
|                |         | Reporte |         |                            |  |

| 7 de diciembre | Formosa | 15 - 5  | Rosario | Paraná Rowing Club, Paraná |  |
|                |         | Reporte |         |                            |  |

### Fase final
|  | Semifinales | Semifinales | Semifinales |         |          | Final            | Final            | Final            |  |
|  |             |             |             |         |          |                  |                  |                  |  |
|  |             |             |             |         |          |                  |                  |                  |  |
|  | Misiones    | Misiones    | 27          |         |          |                  |                  |                  |  |
|  | Misiones    | Misiones    | 27          |         |          |                  |                  |                  |  |
|  | Sur         | Sur         | 0           |         |          |                  |                  |                  |  |
|  | Sur         | Sur         | 0           |         | Misiones | Misiones         | 0                |                  |  |
|  |             |             |             |         | Misiones | Misiones         | 0                |                  |  |
|  |             |             | Uruguay     | Uruguay | 22       |                  |                  |                  |  |
|  | Andina      | Andina      | Uruguay     | Uruguay | 22       | 0                |                  |                  |  |
|  | Andina      | Andina      |             |         |          | 0                |                  |                  |  |
|  | Uruguay     | Uruguay     | 12          |         |          | Final 3.° puesto | Final 3.° puesto | Final 3.° puesto |  |
|  | Uruguay     | Uruguay     | 12          |         |          | Final 3.° puesto | Final 3.° puesto | Final 3.° puesto |  |
|  |             |             |             |         |          |                  |                  |                  |  |
|  |             |             |             |         |          | Sur              | Sur              | 15               |  |
|  |             |             |             |         |          | Sur              | Sur              | 15               |  |
|  |             |             |             |         |          | Andina           | Andina           | 5                |  |
|  |             |             |             |         |          | Andina           | Andina           | 5                |  |
|  |             |             |             |         |          |                  |                  |                  |  |

5.° puesto
|  | Semifinales   | Semifinales   | Semifinales |         |         | Final 5.° puesto | Final 5.° puesto | Final 5.° puesto |  |
|  |               |               |             |         |         |                  |                  |                  |  |
|  |               |               |             |         |         |                  |                  |                  |  |
|  | Formosa       | Formosa       | 36          |         |         |                  |                  |                  |  |
|  | Formosa       | Formosa       | 36          |         |         |                  |                  |                  |  |
|  | Lagos del Sur | Lagos del Sur | 0           |         |         |                  |                  |                  |  |
|  | Lagos del Sur | Lagos del Sur | 0           |         | Formosa | Formosa          | 22               |                  |  |
|  |               |               |             |         | Formosa | Formosa          | 22               |                  |  |
|  |               |               | Rosario     | Rosario | 7       |                  |                  |                  |  |
|  | Mar del Plata | Mar del Plata | Rosario     | Rosario | 7       | 0                |                  |                  |  |
|  | Mar del Plata | Mar del Plata |             |         |         | 0                |                  |                  |  |
|  | Rosario       | Rosario       | 32          |         |         |                  |                  |                  |  |
|  | Rosario       | Rosario       | 32          |         |         |                  |                  |                  |  |
|  |               |               |             |         |         |                  |                  |                  |  |

7.° al 9.° puesto
| Pos. | Equipos       | Partidos | Partidos | Partidos | Tantos | Tantos | Tantos | Pts. |
| Pos. | Equipos       | G        | E        | P        | PF     | PC     | DP     | Pts. |
| ---- | ------------- | -------- | -------- | -------- | ------ | ------ | ------ | ---- |
| 7.°  | Salta         | 2        | 0        | 0        | 52     | 10     | +42    | 4    |
| 8.°  | Mar del Plata | 1        | 0        | 1        | 22     | 30     | -8     | 2    |
| 9.°  | Lagos del Sur | 0        | 0        | 2        | 5      | 39     | -34    | 0    |

| 8 de diciembre | Lagos del Sur | 5 - 22 | Salta | Paraná Rowing Club, Paraná |  |

| 8 de diciembre | Mar del Plata | 5 - 30 | Salta | Paraná Rowing Club, Paraná |  |

| 8 de diciembre | Mar del Plata | 17 - 0 | Lagos del Sur | Paraná Rowing Club, Paraná |  |

## Tabla de posiciones
Tabla de posiciones final al terminar el campeonato:
| 1.° | Buenos Aires | 4 | 0 | 0 | 129 | 24  | +125 |
| 2.° | Córdoba      | 3 | 0 | 1 | 99  | 36  | +63  |
| 3.° | Tucumán      | 3 | 0 | 1 | 91  | 56  | +35  |
| 4.° | Nordeste     | 1 | 0 | 3 | 94  | 78  | +16  |
| 5.° | Entre Ríos   | 3 | 0 | 1 | 99  | 55  | +44  |
| 6.° | Alto Valle   | 2 | 0 | 2 | 53  | 106 | -53  |
| 7.° | Cuyo         | 2 | 0 | 2 | 36  | 89  | -53  |
| 8.° | Oeste        | 1 | 0 | 4 | 56  | 104 | -48  |
| 9.° | Austral      | 0 | 0 | 5 | 20  | 129 | -109 |

| 1.° | Uruguay       | 4 | 0 | 0 | 79 | 10  | +69  |
| 2.° | Misiones      | 3 | 0 | 1 | 86 | 27  | +59  |
| 3.° | Sur           | 2 | 0 | 2 | 47 | 49  | -2   |
| 4.° | Andina        | 2 | 0 | 2 | 34 | 37  | -3   |
| 5.° | Formosa       | 3 | 0 | 1 | 78 | 45  | +33  |
| 6.° | Rosario       | 1 | 0 | 3 | 49 | 49  | +0   |
| 7.° | Salta         | 2 | 0 | 2 | 67 | 61  | +6   |
| 8.° | Mar del Plata | 2 | 0 | 3 | 41 | 99  | -58  |
| 9.° | Lagos del Sur | 0 | 0 | 5 | 15 | 119 | -104 |

|                      |
| Buenos Aires Campeón |
| Sexto título         |